# Adolf Dirr

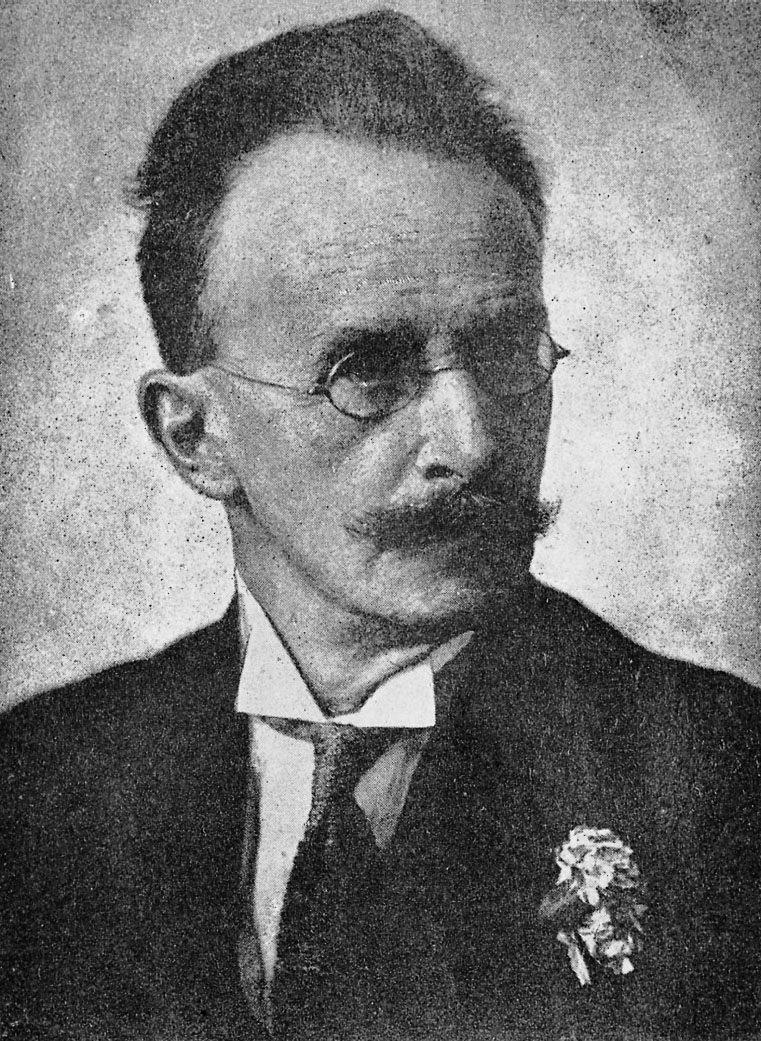
Adolf Dirr

Adolf Dirr (* 17. Dezember 1867 in Augsburg; † 9. April 1930 in Passau) war ein deutscher Philologe, Linguist, Ethnologe und Kaukasusforscher.

## Leben und Werk
Sein Wirkungsort war Tiflis in Georgien. Von 1913 bis zu seinem Tode war er Konservator am Museum für Völkerkunde in München. Im Ersten Weltkrieg gehörte er 1918 der Deutschen Kaukasus-Truppe unter General Kreß von Kressenstein in Georgien an. Er leistete bahnbrechende Arbeiten auf dem Gebiet der kaukasischen Sprachforschung.
Kaukasische Märchen
Sein populärstes Werk sind seine Kaukasische Märchen betitelten Übersetzungen von Volksdichtungen der Abchasen, Aghulen, Artschiner, Awaren, Hürkaner, Imereter, Kabardiner, Karatschiner, Mingrelier, Laken („Ghazikumuch“), Kumüken, Küriner, Osseten, Swaneten, Tabassaraner, Taten, Tschetschenen, Uden und Zachuren, die in der Sammlung Die Märchen der Weltliteratur Aufnahme fanden. Darin werden 98 Volksdichtungen der Kaukasus-Völker vorgestellt: Märchen, Tierfabeln, Nartensagen,  Rustamsagen, Prometheussagen, Polyphemsagen, Sagen von Salomo dem Weisen, Sagen von Alexander dem Großen, Schelmenstreiche, Schildbürgerstreiche, von Mulla Nasreddin.

## Veröffentlichungen
- Grammatica Udinskago jazyka. Tiflis 1903.
- Dirr's colloquial Egyptian Arabic grammar, for the use of tourists  1904
- Grammatičeskij očerk tabassaranskago jazyka s tekstami, sbornikom tabassaranskich slov i russkim k nemu ukazatelem. Tiflis 1905.
- Kaukasische Märchen. Diederichs, Jena 1920 (Die Märchen der Weltliteratur.) (Digitalisat). Neuausgabe Hofenberg, Berlin 2014, ISBN 978-3-8430-4104-1
- Einführung in das Studium der kaukasischen Sprachen. Mit einer Sprachenkarte. Asia Major, Leipzig 1928 (Nachdruck Leipzig : Zentralantiquariat 1978).
- Die Sprache der Ubychen. Grammatische Skizze. Asia Major, Leipzig 1928 (Digitalisat)
- Kaukasusvölker. Georgische Gesänge. In: Gesänge russischer Kriegsgefangener. Band 3, Abt. 1, 1928.
- Praktisches Lehrbuch der Ostarmenischen Sprache. A. Hartlebens's Verlag, Wien und Leipzig (Digitalisat)